# Лудило краља Џорџа
Лудило краља Џорџа (енгл. The Madness of King George) енглески је филм из 1994. године у режији Николаса Хајтнера, а по сценарију Алена Бенета.
Енглески безбрижни краљ Џорџ III постаје ментално нестабилан у време политичких преокрета. Др Вилис, бивши министар, покушава да га излечи модификацијом понашања.

## Радња
Година је 1788. Британско царство не пролази кроз најбоља времена у својој историји. Прошло је само пет година откако је империја изгубила америчке колоније. А сада се, поврх свега, још једна несрећа обрушила на главе британских парламентараца. Краљ Велике Британије Џорџ III (Најџел Хоторн), након неуспешног покушаја да га убије полулуда лондонска перачица Маргарет Николсон, одједном почиње да изненађује све својим ексцентричним понашањем и очигледним помућењем ума.
Краљево лудило је мистериозно и изазива незадовољство у владиним и дворским круговима. Почињу покушаји да се краљ скине са власти интригама које су режирали престолонаследник Џорџ (Руперт Еверет) и истакнути опозициони парламентарац Чарлс Фокс (Џим Картер), који очигледно има за циљ да заузме место премијера.
Једини који су чврсто стали уз краља у овом тешком тренутку су његова супруга краљица Шарлот (Хелен Мирен) и актуелни премијер Вилијам Пит Млађи (Џулијан Ведам).
Чини се да се упорно, а понекад чак и брутално поступање исплати. После неколико месеци, краљу се враћа разум. Наследник Ђорђе, који је покушао да успостави старатељство над својим оцем краљем и постане принц регент, нема времена да о томе прође кроз парламент. Скандалозна „криза регентства“ се завршава.